# Louis Philippe I. de Bourbon, duc d’Orléans

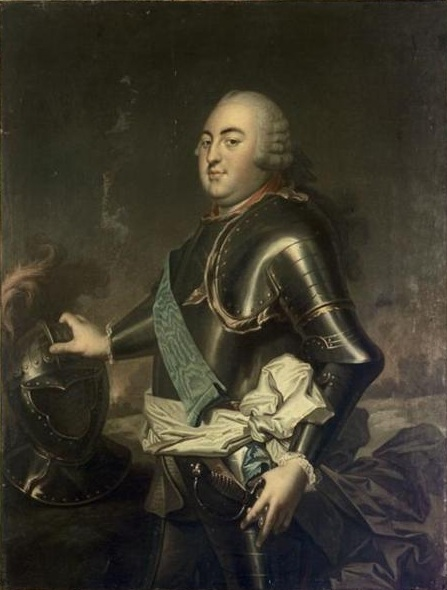
Herzog Ludwig Philipp I. von Orléans

Louis Philippe I. de Bourbon, duc d’Orléans (deutsch Ludwig Philipp I., Herzog von Orléans; * 12. Mai 1725 in Versailles, Frankreich; † 18. November 1785 auf Schloss Sainte-Assise in Seine-Port) war ein Mitglied der französischen Königsfamilie aus dem Haus Orléans.

## Leben
Louis Philippe war der einzige Sohn von Herzog Louis d’Orléans und Auguste von Baden-Baden. Er wurde in Versailles geboren und erhielt den Titel eines Herzogs von Chartres und trug diesen Titel bis zum Tod seines Vaters, worauf er ihm 1752 als Herzog von Orléans nachfolgte.
Beim Dienst in den französischen Armeen zeichnete er sich in den Feldzügen von 1742, 1743 und 1744 sowie in der Schlacht bei Fontenoy im Jahr 1745 aus. Nach seinem Rückzug nach Bagnolet 1757 beschäftigte er sich mit Theateraufführungen.
Der Herzog heiratete 1743 Prinzessin Louise Henriette de Bourbon-Conti, die ihm einen Sohn gebar, Philippe Égalité, Herzog von Orléans, und eine Tochter, die den letzten Herzog von Bourbon heiratete. 
Seine zweite Frau, Charlotte-Jeanne Béraud de la Haye de Riou, Marquise de Montesson, die er 1773 heimlich in morganatischer Ehe heiratete, war eine kluge Frau und eine recht angesehene Autorin. Die Eheleute lebten zurückgezogen auf Schloss Sainte-Assise in Seine-Port sowie auf Schloss Le Raincy, das der Herzog 1669 erworben hatte. Madame de Montesson unterhielt dort ihren Mann, indem sie ein kleines Theater aufbaute und eigene Stücke schrieb, die sie gemeinsam aufführten. Joseph Bologne, Chevalier de Saint-Georges wurde als Dirigent engagiert und später vom Herzog zum Lieutenant de la chasse ernannt. In Le Raincy komponierte er seine zweite Oper. Madame de Montesson überlebte ihren Mann um zwanzig Jahre. 
Er starb in Seine-Port auf seinem Schloss Sainte-Assise. Das Schloss Saint-Cloud hatte er 1784 an Ludwig XVI. verkauft.

## Nachkommen

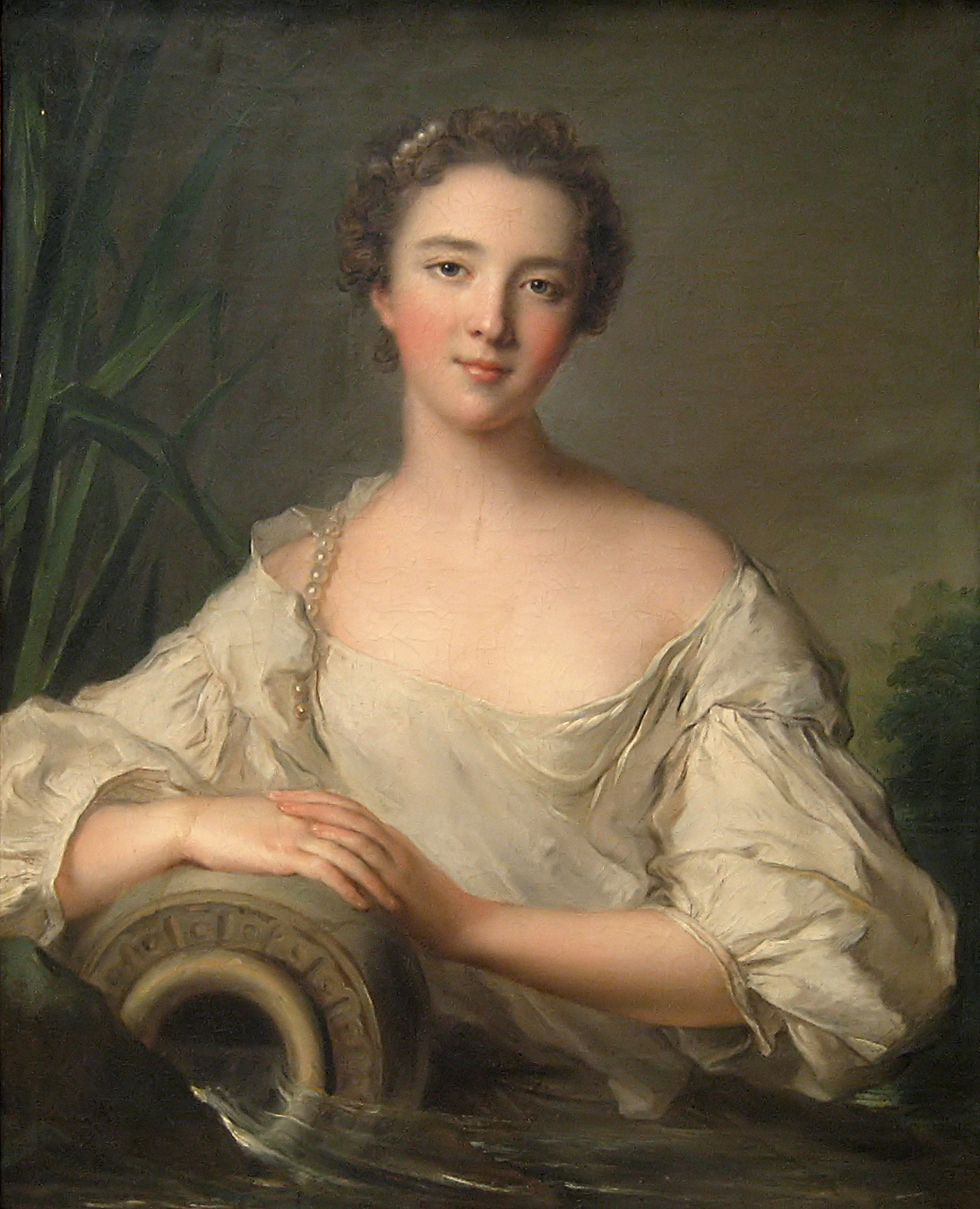
Louise Henriette de Bourbon, Gemälde von Jean-Marc Nattier

Aus der Ehe mit Louise Henriette de Bourbon-Conti hatte er drei Kinder:
- Mademoiselle de Chartres (* 13. Juli 1745; † 14. Dezember 1745)
- Louis Philippe Joseph (* 13. April 1747; † 6. November 1793), genannt Philippe Égalité, Herzog von Orléans

⚭ 1769 Louise Marie Adélaïde de Bourbon-Penthièvre
- Louise Marie Thérèse Bathilde (* 9. Juli 1750; † 10. Januar 1822)

⚭ 1770 Louis VI. Henri de Bourbon, Fürst von Condé
Des Weiteren hatte der Herzog noch drei anerkannte außereheliche Kinder mit Étienette Le Marquis:
- Louis Etienne (* 21. Januar 1759; † 24. Juli 1825), Abt von St. Far
- Marie Etienette Perrine d’Auvilliers (* 7. Juli 1761)

⚭ 1778 François Constantin, Graf von Brossard († 1810)
- Louis Philippe (* 7. Juli 1761; † 13. Juni 1829), Abt von St. Albin